# Laboratorio de Documentación e Investigación en Lingüística y Antropología
El Laboratorio de Documentación e Investigación en Lingüística y Antropología (DILA) pertenece al Instituto Multidisciplinario de Historia y ciencias Humanas del CONICET. Fue creado en abril de 2007 a partir de un Convenio de Cooperación Científica y Tecnológica sobre investigación lingüística entre el CONICET (Argentina) y el Instituto Max Planck de Psicolingüística (MPI) de Nimega (Países Bajos). El convenio implicó la instalación de una plataforma digital para albergar datos léxicos, gramaticales y textuales, así como registros etnográficos documentales en audio y video, productos de un proyecto de documentación de cuatro lenguas indígenas del Chaco que formó parte del Programa de Documentación de Lenguas Amenazadas (DoBeS), del MPI.

## Objetivos
- Contribuir a la documentación, preservación y difusión del patrimonio lingüístico y cultural de Argentina y de la región,
- Revalorizar la información y datos contenidos en colecciones y fondos documentales históricos y
- Ampliar y facilitar el acceso a los datos para su uso con fines científicos, educativos y de divulgación.[3]

## Archivo DILA
El archivo DILA reúne datos primarios y recursos documentales de investigación en lingüística, antropología, arqueología e historia, entre otras disciplinas del área de Ciencias Sociales y Humanidades. Tiene por objetivo documentar, preservar y difundir el patrimonio lingüístico y cultural argentino y regional para uso con fines científicos y educativos.
Es posible acceder a los recursos del archivo DILA a través del repositorio digital DILA, disponible en línea desde mayo de 2017. La plataforma presenta 13 colecciones integradas por más de 7000 documentos en distintos tipos de soporte (texto, foto, audio y video), la mayoría de ellos disponibles para visualización y descarga. Los materiales lingüísticos del repositorio DILA abarcan datos léxicos, gramaticales y textuales de 18 lenguas diferentes, en su mayoría lenguas en peligro de Argentina.

## Investigación
La línea de investigación del DILA está enfocada en el estudio de lenguas indígenas y minoritarias de la Argentina, con especial énfasis en la documentación y preservación. El área de investigación DILA desarrolla proyectos de investigación, materiales científicos, conferencias y talleres vinculados principalmente a la fonética y fonología, el arte verbal y la estructura clausal.
En la actualidad, las investigaciones del DILA abordan las lenguas mataguayas, chaqueñas y andinas, más específicamente el aché, ayoreo, chorote, nivaĉle, mapudungun y vilela.